# Professional'nyj Futbol'nyj Klub Soči 2021-2022
Questa voce raccoglie le informazioni riguardanti il Professional'nyj Futbol'nyj Klub Soči nelle competizioni ufficiali della stagione 2021-2022.

## Stagione
La prima stagione nelle coppe europee si concluse con l'eliminazione al terzo turno di qualificazione per opera del Partizan; in campionato la squadra arrivò addirittura seconda, ma come tutte le formazioni russe fu esclusa dalle coppe per l'Invasione russa dell'Ucraina.

## Maglie
| Manica sinistra · Manica sinistra · Maglietta · Maglietta · Manica destra · Manica destra · Pantaloncini · Pantaloncini · Calzettoni · Calzettoni | Manica sinistra · Maglietta · Maglietta · Manica destra · Pantaloncini · Pantaloncini · Calzettoni · Calzettoni | Manica sinistra · Maglietta · Maglietta · Manica destra · Pantaloncini · Pantaloncini · Calzettoni · Calzettoni |

## Rosa
| N. |                           | Ruolo | Calciatore            |
| -- | ------------------------- | ----- | --------------------- |
| 1  | Russia (bandiera)         | P     | Denis Adamov          |
| 3  | Slovenia (bandiera)       | D     | Vanja Drkusic         |
| 5  | Brasile (bandiera)        | D     | Rodrigão              |
| 6  | Russia (bandiera)         | C     | Artur Rimovič Jusupov |
| 7  | Russia (bandiera)         | A     | Dmitrij Vorob'ëv      |
| 8  | Bulgaria (bandiera)       | C     | Ivelin Popov          |
| 9  | Russia (bandiera)         | A     | Georgi Melkadze       |
| 12 | Russia (bandiera)         | P     | Nikolay Zabolotnyi    |
| 13 | Russia (bandiera)         | D     | Sergey Terekhov       |
| 15 | Russia (bandiera)         | C     | Ibragim Tsallagov     |
| 16 | Ecuador (bandiera)        | C     | Christian Noboa       |
| 17 | Russia (bandiera)         | D     | Artëm Makarčuk        |
| 18 | Russia (bandiera)         | A     | Nikita Burmistrov     |
| 19 | Costa d'Avorio (bandiera) | C     | Victorien Angban      |

| N. |                      | Ruolo | Calciatore       |
| -- | -------------------- | ----- | ---------------- |
| 20 | Russia (bandiera)    | D     | Igor Yurganov    |
| 22 | Russia (bandiera)    | A     | Joãozinho        |
| 27 | Russia (bandiera)    | D     | Kirill Zaika     |
| 30 | Colombia (bandiera)  | A     | Mateo Cassierra  |
| 34 | Russia (bandiera)    | D     | Timofey Margasov |
| 35 | Russia (bandiera)    | P     | Soslan Dzhanaev  |
| 87 | Russia (bandiera)    | D     | Danila Prokhin   |
| -  | Argentina (bandiera) | D     | Emanuel Mammana  |
| -  | Croazia (bandiera)   | D     | Mateo Barac      |
| -  | Russia (bandiera)    | D     | Pavel Shakuro    |
| -  | Russia (bandiera)    | C     | Maksim Kolmakov  |
| -  | Croazia (bandiera)   | A     | Marko Dugandzic  |
| -  | Russia (bandiera)    | A     | Maksim Barsov    |
| -  | Russia (bandiera)    | A     | Daniil Pavlov    |

## Risultati

### Prem'er-Liga
| Arbitro: | Pavel Shadykhanov |

|                   |           |  |
| Igor Gorbunov 68’ | Marcatori |  |

| Arbitro: | Ivan Sidenkov |

|                   |           |                                             |
| Gabriel Iancu 86’ | Marcatori | 26’ (aut.) Daniil Utkin 59’ Marko Dugandzic |

| Arbitro: | Kirill Levnikov |

|                                            |           |  |
| Ivelin Popov 8’ Christian Noboa 71’ (rig.) | Marcatori |  |

| Arbitro: | Vladislav Bezborodov |

|                                                     |           |  |
| Maksim Barsov 17’ Ivelin Popov 54’ Ivelin Popov 75’ | Marcatori |  |

| Arbitro: | Anton Frolov |

|                  |           |  |
| Ivan Sergeev 33’ | Marcatori |  |

| Arbitro: | Vitali Meshkov |

|                  |           |                                             |
| Roman Zobnin 60’ | Marcatori | 66’ Maksim Barsov 72’ Artur Rimovič Jusupov |

| Arbitro: | Aleksey Sukhoy |

|                                                          |           |                    |
| Mateo Cassierra 11’ Christian Noboa 35’ Joãozinho 90'+3’ | Marcatori | 50’ Gamid Agalarov |

| Arbitro: | Vasili Kazartsev |

|  |           |                     |
|  | Marcatori | 12’ Arsen Zakharyan |

| Arbitro: | Igor Panin |

|                                                                     |           |  |
| Eduard Spertsyan 3’ Rémy Cabella 21’ Grzegorz Krychowiak 64’ (rig.) | Marcatori |  |

| Arbitro: | Pavel Shadykhanov |

|                  |           |                                         |
| Artem Dzyuba 45’ | Marcatori | 67’ Mateo Cassierra 71’ Sergey Terekhov |

| Arbitro: | Evgeni Kukulyak |

|                                                                          |           |                            |
| Artur Rimovič Jusupov 10’ Christian Noboa 28’ (rig.) Mateo Cassierra 33’ | Marcatori | 53’ Bastos 90'+4’ Ali Sowe |

| Arbitro: | Vladislav Bezborodov |

|                                         |           |                  |
| Igor Yurganov 41’ (aut.) Tin Jedvaj 49’ | Marcatori | 90'+4’ Joãozinho |

| Arbitro: | Pavel Shadykhanov |

|                  |           |                                        |
| Evans Kangwa 65’ | Marcatori | 2’ Mateo Cassierra 79’ Mateo Cassierra |

| Arbitro: | Sergej Ivanov |

|                                                                     |           |                           |
| Artur Rimovič Jusupov 3’ Mateo Cassierra 14’, 16’ Igor Yurganov 87’ | Marcatori | 57’ Bakhtiyor Zaynutdinov |

| Arbitro: | Aleksey Matyunin |

|              |           |                                         |
| Rodrigão 27’ | Marcatori | 31’ Oliver Abildgaard 81’ Anders Dreyer |

| Arbitro: | Artem Lyubimov |

|                       |           |                     |
| Rafał Augustyniak 34’ | Marcatori | 68’ Christian Noboa |

| Arbitro: | Sergey Karasev |

|                     |           |                                                |
| Mateo Cassierra 19’ | Marcatori | 23’ (rig.) Viktor Claesson 52’ Viktor Claesson |

| Arbitro: | Sergej Ivanov |

|                                                                                 |           |  |
| Christian Noboa 28’ (rig.) Ivelin Popov 88’ Artur Rimovič Jusupov 90'+7’ (rig.) | Marcatori |  |

| Arbitro: | Vladislav Bezborodov |

|                                                       |           |  |
| Victorien Angban 50’ Artur Rimovič Jusupov 77’ (rig.) | Marcatori |  |

| Arbitro: | Igor Panin |

|  |           |                               |
|  | Marcatori | 90'+2’ (rig.) Christian Noboa |

| Chimki 13 marzo 2022, ore 12:00 21ª giornata | Chimki           | 0 – 0 referto | Soči | Stadio Rodina (503 spett.)\| Arbitro: \| Aleksey Matyunin \| |
| Arbitro:                                     | Aleksey Matyunin |               |      |                                                              |

| Arbitro: | Artem Lyubimov |

|                                        |           |                                                                     |
| Georgi Melkadze 80’ Artëm Makarčuk 83’ | Marcatori | 45’ Maksim Glushenkov 78’ (rig.) Yuri Gorshkov 90’ Anton Zinkovskiy |

| Soči 3 aprile 2022, ore 18:00 23ª giornata | Soči              | 0 – 0 referto | Zenit San Pietroburgo | Stadio Olimpico Fišt (10.307 spett.)\| Arbitro: \| Vladimir Moskalev \| |
| Arbitro:                                   | Vladimir Moskalev |               |                       |                                                                         |

| Arbitro: | Aleksey Amelin |

|                           |           |                                               |
| Gamid Agalarov 81’ (rig.) | Marcatori | 11’ Mateo Cassierra 51’ Artur Rimovič Jusupov |

| Arbitro: | Vasili Kazartsev |

|                                   |           |                                            |
| Timofey Margasov 11’ Rodrigão 43’ | Marcatori | 36’ (rig.) Wilson Isidor 49’ Wilson Isidor |

| Arbitro: | Kirill Levnikov |

|                                                                   |           |                                    |
| Mateo Cassierra 53’ Artur Rimovič Jusupov 57’ Sergey Terekhov 84’ | Marcatori | 31’ Lechi Sadulaev 66’ Senin Sebai |

| Arbitro: | Yan Bobrovskiy |

|  |           | |
|  | Marcatori | 26’ Timofey Margasov 42’ Joãozinho 52’ Mateo Cassierra 82’ Kirill Zaika 83’ Ivelin Popov 90'+1’ Georgi Melkadze |

| Arbitro: | Vladislav Bezborodov |

|  |           |                    |
|  | Marcatori | 10’ Artëm Makarčuk |

| Soči 13 maggio 2022, ore 18:00 29ª giornata | Soči            | 0 – 0 referto | Pari Nižnij Novgorod | Stadio Olimpico Fišt (5.837 spett.)\| Arbitro: \| Kirill Levnikov \| |
| Arbitro:                                    | Kirill Levnikov |               |                      |                                                                      |

| Arbitro: | Vladimir Moskalev |

|                           |           | |
| Christian Noboa 8’ (aut.) | Marcatori | 27’ Artur Rimovič Jusupov 33’ Mateo Cassierra 40’ Mateo Cassierra 45'+2’ (rig.) Christian Noboa 68’ Mateo Cassierra |

### Kubok Rossii
| Arbitro: | Sergej Ivanov |

|                     |           |                                 |
| Christian Noboa 41’ | Marcatori | 60’ Igor Diveev 87’ Igor Diveev |

### UEFA Europa Conference League
| Arbitro: | Enea Jorgji |

|                                                           |           |  |
| Rodrigão 10’ Christian Noboa 67’ (rig.) Maksim Barsov 81’ | Marcatori |  |

| Arbitro: | Viktor Shimusik |

|                                      |           |                                                                                  |
| Felipe Santos 35’ Rahman Haciyev 52’ | Marcatori | 22’ Marko Dugandzic 38’ Nikita Burmistrov 70’ Danila Prokhin 82’ Marko Dugandzic |

| Arbitro: | Dumitru Muntean |

|                            |           |                   |
| Christian Noboa 66’ (rig.) | Marcatori | 73’ Ricardo Gomes |

| Arbitro: | Jakob Kehlet |

|                                       |                      |                          |
| Milos Jojic 54’ Aleksandar Scekic 90’ | Marcatori            | 33’, 76’ Sergey Terekhov |
|                                       | Tiri di rigore 6 – 4 |                          |